# L’enfer et moi
A L’enfer et moi (magyarul: A pokol és én) egy dal, amely Franciaországot képviselte a 2013-as Eurovíziós Dalfesztiválon. A dalt a francia Amandine Bourgeois adta elő francia nyelven.

## Eurovíziós Dalfesztivál
A dal címét és előadóját 2013. január 22-én jelentette be a francia műsorsugárzó. 
Mivel Franciaország tagja az „Öt Nagy”-nak, ezért nem kellett selejteznie a dalnak az elődöntőkben.
Amandine Bourgeois a május 18-án rendezett döntőben a fellépési sorrendben elsőként adta elő, a litván Andrius Pojavis Something című dala előtt. A szavazás során 14 pontot kapott, mely a 23. helyet helyet jelentette a 26 fős mezőnyben.